# Andreas Gottlieb Masch

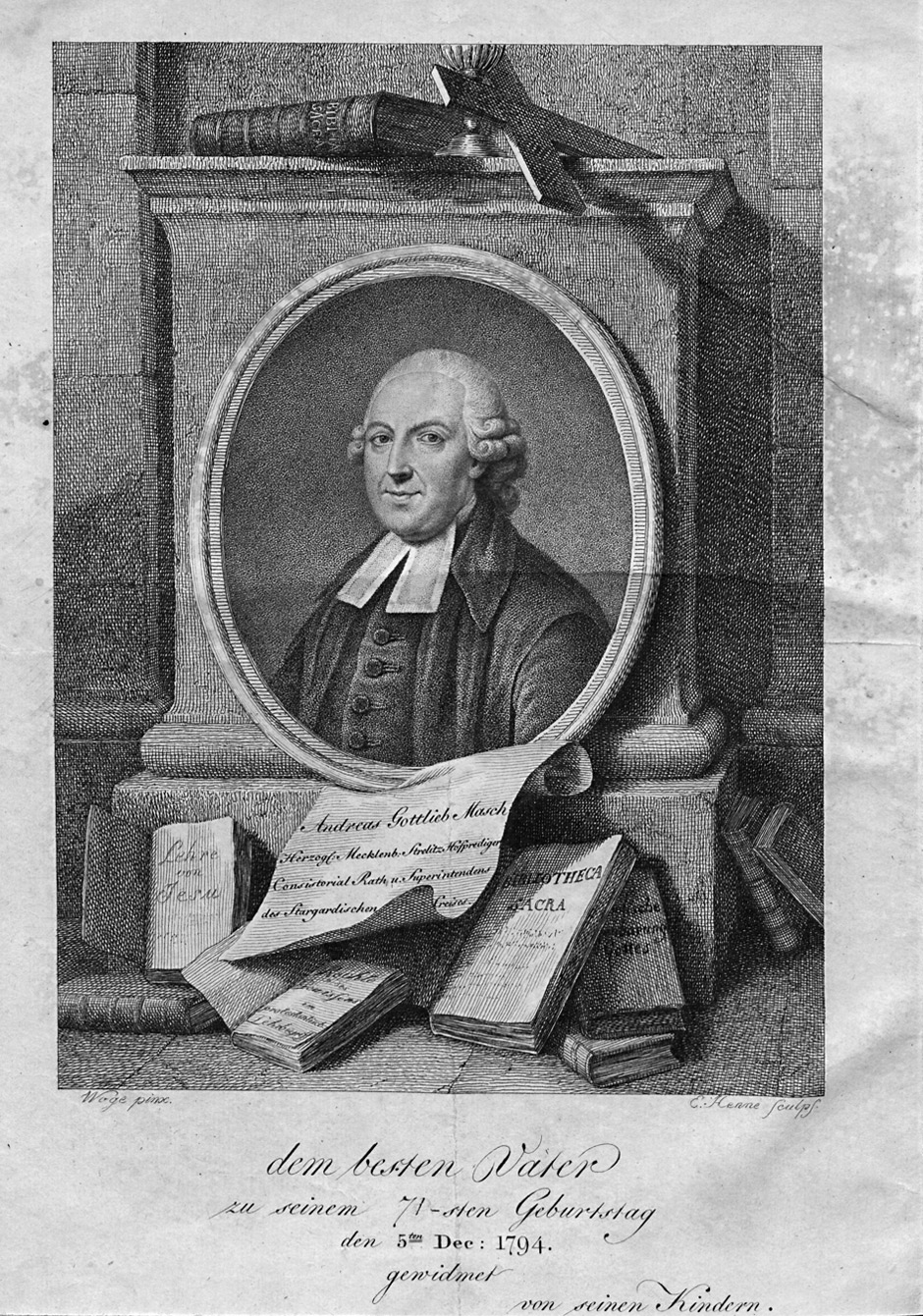
Andreas Gottlieb Masch (1794)

Andreas Gottlieb Masch, zur Unterscheidung vom namensgleichen Sohn auch der Ältere genannt (* 5. Dezember 1724 in Beseritz; † 26. Oktober 1807 in Neustrelitz) war ein deutscher evangelisch-lutherischer Theologe, Superintendent für Mecklenburg-Strelitz und Herzoglich mecklenburg-strelitzscher Hofprediger in Neustrelitz.

## Leben und Wirken
Andreas Gottlieb Masch war einziger Sohn des Pastors von Dahlen (mit Beseritz), Andreas Masch (1681–1770), und dessen von der Insel Rügen stammenden Ehefrau Anna Christine, geb. Scheven. Er besuchte Schulen in Friedland (1737), Neubrandenburg (1738), Stralsund (1742) und Stettin, studierte ab 1745 Evangelische Theologie an der Universität Halle, vor allem bei Siegmund Jakob Baumgarten, und von 1746 bis 1749 an der Universität Jena. Ab 1749 war er Bibliothekar der Bibliothek Johann Salomo Semlers in Halle.
Seiner angeschlagenen Gesundheit wegen verzichtete er auf eine akademische Karriere und kehrte nach Mecklenburg zurück. Er wurde 1752 Adjunkt seines Vaters und 1756 Stadtprediger in Neustrelitz. 1756 berief ihn Herzog Adolf Friedrich IV. zum Hofprediger und Konsistorialrat sowie nach dem Tod von Theodor Trendelenburg zum Superintendenten und damit zum leitenden Geistlichen der Kirche von Mecklenburg-Strelitz.
Masch galt als ein ausgezeichneter Kanzelredner und Gelehrter. Er bewies viel Geschick in Verwaltungsdingen und konnte viele Regelungen für Problemfälle seiner Landeskirche wie die Bewirtschaftung des Kirchengutes in den Domänen, die Ordnung des Gnadenjahrs und die Amtsübergabe zwischen Vorgänger und Nachfolger auf den Weg bringen.
Er nahm an der beginnenden regionalen Altertumsforschung interessierten Anteil. Nach dem Auftauchen der Prillwitzer Idole publizierte er die bis dahin bekannt gewordenen Stücke 1771 zusammen mit dem Zeichner Daniel Woge (1717–1797) als gottesdienstliche Alterthümer der Obotriten aus dem Tempel zu Rhetra. Im heftig geführten Schriftenstreit um ihre Echtheit, der weit über die Grenzen Mecklenburgs hinaus die gelehrten Altertumsforscher erregte, versuchte Masch mit Aufbietung aller Gelehrsamkeit die Echtheit der Idole zu verteidigen. Der Streit ging noch lange nach seinem Tode weiter und lodert bis heute immer noch gelegentlich auf.
Zu seinem fünfzigjährigen Amtsjubiläum 1802 überreichte ihm Herzog Karl II. das Diplom der Ehrendoktorwürde (D. theol.) der Theologischen Fakultät der Universität Halle. Er war Ehrenmitglied der naturforschenden Gesellschaft zu Neustrelitz.
Seit 1752 war er mit Eleonora Dorothea, geb. Bunthebarth, verheiratet, einer Tochter des Präpositus Martin Friedrich B. in Bahn bei Stettin. Nach ihrem Tod 1782 heiratete 1784 Margarethe Elisabeth, geb. Käding, aus Knegendorf († 1822) Zu seinen Kindern zählten Andreas Gottlieb (1753–1832), Gerichtsrat, Hofrat und Amtsverwalter in Mirow, auch Astronom; Eleonore (* 1754), verheiratet mit Pastor Ludolf Kortüm (1750–1828) in Kublank; Samuel (Friedrich) (1756–1831), Kaufmann in Lübeck; Carl Theodor (* 1761), Amtsverwalter in Mirow; Friedrich (1765–1838), Amtsverwalter in Mirow, dann Pastor in Schlagsdorf und Vater von Gottlieb Matthias Carl Masch; Christiane (1767–1844), verheiratet mit Pastor Johann Gottlieb Rudolphi (1760–1838) an St. Marien zu Friedland.
Das Familiengrab von Masch auf dem alten Friedhof von Neustrelitz (eine zeittypische, vergleichsweise schlichte Grabfassade in der Friedhofsmauer für ihn und seine zwei Ehefrauen) wurde bald nach 1945 beseitigt.

## Dombibliothek Ratzeburg
1769 richtete Masch auf dem Domhof Ratzeburg eine Predigerbibliothek ein, als deren Grundstock er die Bibliothek des Diaconus Johann(es) Bähr (1685–1758) für 400 Taler in Gold erwarb. Sie wurde 1774 eröffnet, diente den Pastoren des Fürstentums Ratzeburg zur Unterstützung ihrer Studien und ist der Grundbestand der heutigen Dombibliothek.

## Bibelsammlung
Masch trug eine umfangreiche Bibelsammlung von über 400 teils seltenen Exemplaren in vielen Sprachen zusammen. 1784 wurde sie an die Ratzeburger Dombibliothek verkauft, kam aber schon 1809 auf Befehl des Herzogs Karl II. nach Neustrelitz, wo sie ein Teilbestand der Großherzoglichen und späteren Landesbibliothek Neustrelitz wurde.  1950 kam sie als Sondersammlung in die Universitätsbibliothek Rostock.

## Werke
- Abhandlung von der Grundsprache des Evg. Matthäi. Halle 1755.
- Die Lehre von Jesu dem Erlöser in Predigten abgehandelt. 2 Teile. Rostock 1759/60
- Prüfung der Übersetzung des N. T. für denkende Leser (von Damm). 2 Teile. Bützow 1763–67
- Beiträge zur Geschichte merkwürdiger Bücher. 1.—9. Stück. 1769 bis 1774.
- Die gottesdienstlichen Alterthümer der Obotriten aus dem Tempel zu Rhetra am Tollenzer-See Nach den Originalien auf das genaueste gemahlet, und in Kupferstichen, nebst Hrn. Andreas Gottlieb Maschens, Herzogl. Mecklenb. Strelitzischen Hofpredigers, Consistorial-Raths und Superintendentens Erläuterung derselben, herausgegeben von Daniel Wogen, Herzogl. Mecklenb. Strel. Hofmahler. Rellstab, Berlin 1771 (über die Prillwitzer Idole)

Digitalisat des Exemplars der Herzog August Bibliothek
- Abhandlung von der Verteilung der Hebungen des Gnadenjahres und von der Berechnung des Witwengehalts. Neubrandenburg 1792. 2. Auflage. 1831.